# McDonald Ridge
McDonald Ridge är en bergstopp i Antarktis. Den ligger i Östantarktis. Australien gör anspråk på området. Toppen på McDonald Ridge är 802 meter över havet.
Terrängen runt McDonald Ridge är lite kuperad. Trakten är obefolkad. Det finns inga samhällen i närheten.